# Испанско-узбекистанские отношения
Испанско-узбекистанские отношения — дипломатические отношения между Испанией и Узбекистаном. Узбекистан имеет посольство в Мадриде и почётные консульства в Мадриде и Барселоне. Посольство Испании в России представляет интересы страны в Узбекистане, наряду с Белоруссией, Арменией и Туркменией. В Ташкенте же расположено почётное консульство Испании.

## Дипломатические отношения
Испания признала независимость Узбекистана от СССР 31 декабря 1991 года, дипломатические отношения между странами были установлены 18 марта 1992 года.
27-29 января 2003 года состоялся государственный визит президента Узбекистана Ислама Каримова. В его рамках состоялись переговоры о развитии отношений между двумя странами, а также встреча президента Узбекистана с королём Испании Хуаном Карлосом и королевой Софией.
В 2007 году Узбекистан открыл посольство в Мадриде.

## Экономические отношения
Двусторонняя торговля ограничена и развивается на основе конкретных предложения, однако в 2010—2011 годах наблюдался сильный рост. В 2013 году между странами было подписано соглашение об избежании двойного налогообложения, вступившееся в силу через 2 года.